# Шредер, Росс
Патрик Росс Шредер (англ. Ross Schraeder; род. 24 февраля 1983 в Денвере, штат Колорадо) — американский баскетболист. При росте 1,96 м его позиция в баскетбольной команде — атакующий защитник.

## Биография
После окончания обучения в Калифорнийском университете в Ирвайне в 2005 году, где он играм в команде «UC Irvine Anteaters» Росс переехал в Италию, чтобы играть за национальную лигу Италии.
В сезоне 2006/2007 он перешел в «Городской баскетбольный клуб Уэльва» («Club Baloncesto Ciudad de Huelva»), который входит в «Золотую баскетбольную лигу Испании» («Liga Española de Baloncesto (LEB) Oro»), где он провел большую часть своей спортивной карьеры.

## Спортивная карьера
- 2001—2005 NCAA. Cal-Irvine
- 2005—2006 LEGA. Reggio Emilia
- 2006—2008 LEB. Club Baloncesto Ciudad de Huelva
- 2008 LEB Oro. Bruesa GBC
- 2008—2009 LEB Oro. CB Villa de los Barrios
- 2009—2010 LEB Oro. Baloncesto León
- 2010—2011 LEB Oro. CB Tarragona
- 2011—2012 LEB Oro. Ford Burgos